# Tiranski okrug
Tiranski okrug (albanski: Qarku i Tiranës) je jedan od 12 okruga u Albaniji. Glavni grad okruga je Tirana, ujedno i glavni grad Albanije.
Sastoji se od sljedećih distrikata:
- Kavajski distrikt
- Tiranski distrikt

Na zapadu, okrug izlazi na Jadransko more. Unutar Albanije, Tiranski okrug graniči sa sljedećim okruzima:
- Drački okrug: sjever
- Dibërski okrug: sjeveroistok
- Elbasanski okrug: jugoistok
- Fierski okrug: jug